# GCHFR
GCHFR‏ (GTP cyclohydrolase I feedback regulator) هوَ بروتين يُشَفر بواسطة جين GCHFR في الإنسان.